# Arrondissement de Haguenau-Wissembourg
L'arrondissement de Haguenau-Wissembourg est une division administrative française, située dans la circonscription administrative du Bas-Rhin sur le territoire de la collectivité européenne d'Alsace.

## Histoire
Par suite d'une volonté de l'État de réorganiser la carte des arrondissements en voulant prendre en compte les limites des EPCI, l'arrondissement de Wissembourg a été rattaché à celui de Haguenau le 1er janvier 2015 et renommée Haguenau-Wissembourg. Des communes des arrondissements de Strasbourg-Campagne et de Saverne ont été également adjointes à celui de Haguenau-Wissembourg.
À partir de 1991, l'arrondissement est impliqué dans la coopération transfrontalière, en adhérant à l'eurodistrict Pamina.

## Composition

### Découpage cantonal depuis 2015
- Canton de Brumath
- Canton de Bischwiller
- Canton de Haguenau
- Canton de Reichshoffen
- Canton de Wissembourg

### Découpage communal depuis 2015
Depuis 2015, le nombre de communes des arrondissements varie chaque année soit du fait du redécoupage cantonal de 2014 qui a conduit à l'ajustement de périmètres de certains arrondissements, soit à la suite de la création de communes nouvelles. Le nombre de communes de l'arrondissement de Haguenau-Wissembourg est ainsi de 144 en 2015, 142 en 2016, 142 en 2017 et 141 en 2019.
Au 1er janvier 2024, l'arrondissement groupe les 141 communes suivantes :
1. Aschbach
2. Batzendorf
3. Beinheim
4. Bernolsheim
5. Berstheim
6. Betschdorf
7. Biblisheim
8. Bietlenheim
9. Bilwisheim
10. Bischwiller
11. Bitschhoffen
12. Brumath
13. Buhl
14. Cleebourg
15. Climbach
16. Crœttwiller
17. Dalhunden
18. Dambach
19. Dauendorf
20. Dieffenbach-lès-Wœrth
21. Donnenheim
22. Drachenbronn-Birlenbach
23. Drusenheim
24. Durrenbach
25. Eberbach-Seltz
26. Engwiller
27. Eschbach
28. Forstfeld
29. Forstheim
30. Fort-Louis
31. Frœschwiller
32. Gambsheim
33. Geudertheim
34. Gœrsdorf
35. Gries
36. Gumbrechtshoffen
37. Gundershoffen
38. Gunstett
39. Haguenau
40. Hatten
41. Hegeney
42. Herrlisheim
43. Hochstett
44. Hœrdt
45. Hoffen
46. Hunspach
47. Huttendorf
48. Ingolsheim
49. Kaltenhouse
50. Kauffenheim
51. Keffenach
52. Kesseldorf
53. Kilstett
54. Kindwiller
55. Krautwiller
56. Kriegsheim
57. Kurtzenhouse
58. Kutzenhausen
59. Lampertsloch
60. Langensoultzbach
61. Laubach
62. Lauterbourg
63. Lembach
64. Leutenheim
65. Lobsann
66. Memmelshoffen
67. Merkwiller-Pechelbronn
68. Mertzwiller
69. Mietesheim
70. Mittelschaeffolsheim
71. Mommenheim
72. Morsbronn-les-Bains
73. Morschwiller
74. Mothern
75. Munchhausen
76. Neewiller-près-Lauterbourg
77. Neuhaeusel
78. Niederbronn-les-Bains
79. Niederlauterbach
80. Niedermodern
81. Niederrœdern
82. Niederschaeffolsheim
83. Niedersteinbach
84. Oberbronn
85. Oberdorf-Spachbach
86. Oberhoffen-lès-Wissembourg
87. Oberhoffen-sur-Moder
88. Oberlauterbach
89. Oberrœdern
90. Obersteinbach
91. Offendorf
92. Offwiller
93. Ohlungen
94. Olwisheim
95. Preuschdorf
96. Reichshoffen
97. Retschwiller
98. Riedseltz
99. Rittershoffen
100. Rœschwoog
101. Rohrwiller
102. Roppenheim
103. Rothbach
104. Rott
105. Rottelsheim
106. Rountzenheim-Auenheim
107. Salmbach
108. Schaffhouse-près-Seltz
109. Scheibenhard
110. Schirrhein
111. Schirrhoffen
112. Schleithal
113. Schœnenbourg
114. Schweighouse-sur-Moder
115. Seebach
116. Seltz
117. Sessenheim
118. Siegen
119. Soufflenheim
120. Soultz-sous-Forêts
121. Stattmatten
122. Steinseltz
123. Stundwiller
124. Surbourg
125. Trimbach
126. Uhlwiller
127. Uhrwiller
128. Uttenhoffen
129. Val-de-Moder
130. Wahlenheim
131. Walbourg
132. Weitbruch
133. Weyersheim
134. Windstein
135. Wingen
136. Wintershouse
137. Wintzenbach
138. Wissembourg
139. Wittersheim
140. Wœrth
141. Zinswiller

## Démographie
En 2022, l'arrondissement comptait 245 084 habitants.
| 1968    | 1975    | 1982    | 1990    | 1999    | 2006    | 2011    | 2016    | 2021    |
| ------- | ------- | ------- | ------- | ------- | ------- | ------- | ------- | ------- |
| 178 125 | 189 321 | 197 990 | 203 779 | 220 691 | 128 613 | 128 613 | 240 807 | 244 304 |

| 2022    | - | - | - | - | - | - | - | - |
| ------- | - | - | - | - | - | - | - | - |
| 245 084 | - | - | - | - | - | - | - | - |

## Administration
| Période           | Période         | Identité                   | Fonction précédente | Observation |
| ----------------- | --------------- | -------------------------- | ------------------- | --- |
|                   |                 |                            |                     | |
| 20 novembre 1918  | 15 mai 1930     | Maurice Le Hoc             |                     | En tant qu'administrateur militaire du territoire, puis en tant que sous-préfet à partir du 5 juillet 1919. Nommé préfet de Tarn-et-Garonne    |
| 27 mai 1930       | 31 juillet 1933 | Guy Périer de Féral        |                     | Chef adjoint du cabinet du Sous-secrétaire d'etat à la présidence du conseil sous Guy La Chambre                                               |
| 6 août 1933       | 23 mai 1940     | Jacques Feschotte          |                     | Nommé préfet des Côtes-du-Nord |
|                   |                 |                            |                     | |
| 23 novembre 1944  | 4 octobre 1947  | Maurice Oster              |                     | Nommé Secrétaire général du Haut-Rhin |
| 6 octobre 1947    |                 | Joseph Heckinger           |                     | |
| 1er novembre 1958 |                 | François Lechner           |                     | |
| 16 janvier 1967   |                 | Maurice Bourgeois          |                     | |
| 12 décembre 1980  |                 | Paul-Henri Trollé          |                     | |
| 27 juin 1990      | 18 février 1994 | Ferdinand-Maurise Constant |                     | Nommé sous-préfet de Dinan |
| 6 avril 1994      |                 | Daniel Chenard             |                     | |
| 28 février 2002   | 30 juin 2005    | Pierre Hannecart           |                     | Installé le 18 mars 2002 Réintégré dans son corps d'origine, sur sa demande, en tant qu'administrateur civil.                                  |
| 26 juillet 2005   | 17 mars 2008    | Claude Fleutiaux           |                     | Installé le 1er septembre 2005 Nommé directeur de cabinet du préfet de l'Essonne.                                                              |
| 17 mars 2008      | 29 juillet 2011 | Sylvette Misson            |                     | Installée le 7 avril 2008 Nommée sous-préfète hors cadre.                                                                                      |
| juillet 2011      | septembre 2014  | Corine Chauvin             |                     | Nommée sous-préfète des deux arrondissements de Haguenau et Wissembourg.                                                                       |
| septembre 2014    | juin 2016       | Jean-Guy Mercand           |                     | Création le 1er janvier 2015 de l'arrondissement de Haguenau - Wissembourg par regroupement des arrondissements de Haguenau et de Wissembourg. |
| juin 2016         | octobre 2019    | Chantal Ambroise           |                     | |
| octobre 2019      | juillet 2023    | Christian Michalak         |                     | |
| juillet 2023      | En cours        | Stéphane Chipponi          |                     | |